# Marathon van Houston 1980
De marathon van Houston 1980 vond plaats op zondag 19 januari 1980. Het was de achtste editie van deze marathon.
De marathon werd bij de mannen een overwinning voor de Amerikaan Ron Tabb in 2:13.35. Bij de vrouwen won de Amerikaanse Vanessa Vajdos in 2:44.45. Beide winnaars verbeterden het parcoursrecord.
In totaal finishten er 1466 marathonlopers, waarvan 1318 mannen en 148 vrouwen.

## Uitslagen

### Mannen
| rang   | naam                | land | tijd    |
| ------ | ------------------- | ---- | ------- |
| Goud   | Ron Tabb            | USA  | 2:13.35 |
| Zilver | Christopher Stewart | ENG  | 2:14.47 |
| Brons  | Jeff Galloway       | USA  | 2:16.35 |
| 4      | Douglas Clark       | USA  | 2:17.39 |
| 6      | Richard Holloway    | USA  | 2:22.30 |

### Vrouwen
| rang   | naam           | land | tijd    |
| ------ | -------------- | ---- | ------- |
| Goud   | Vanessa Vajdos | USA  | 2:44.45 |
| Zilver | Donna Burge    | USA  | 2:44.46 |
| Brons  | Cindy Cockroft | USA  | 2:51.16 |

1972 ·
1973 ·
1974  ·
1975 ·
1976 ·
1977 ·
1978 ·
1979 ·
1980 ·
1981 ·
1982 ·
1983 ·
1984 ·
1985 ·
1986 ·
1987 ·
1988 ·
1989 ·
1990 ·
1991 ·
1992 ·
1993 ·
1994 ·
1995 ·
1996 ·
1997 ·
1998 ·
1999 ·
2000 ·
2001 ·
2002 ·
2003 ·
2004 ·
2005 ·
2006 ·
2007 ·
2008 ·
2009 ·
2010 ·
2011 ·
2012 ·
2013 ·
2014 ·
2015 ·
2016 ·
2017